# Боніфацій II
Боніфа́цій II (лат. Bonifacius; ? — 17 жовтня 532, Рим) — п'ятдесят п'ятий папа Римський (22 вересня 530—17 жовтня 532), за походженням остгот, перший папа-германець. Став папою завдяки впливу короля остготів Аталаріха. Покійний папа Фелікс IV (III) перед смертю призначив Боніфація своїм наступником, проте більшість священиків Риму обрали папою Діоскура. Однак, Діоскур через 22 дні після обрання помер, а тому папський престол зайняв Боніфацій.